# Sousatitan
Sousatitan (ou sousatitã) é um apelido dado a uma fíbula de titanossauro, identificada em 2016 no interior da Paraíba, no Vale dos Dinossauros. Até o momento foi descoberta apenas esta fíbula fossilizada, datada de 136 milhões de anos, que não permite a identificação da espécie à qual pertenceu, podendo inclusive pertencer a uma espécie já conhecida. Isso torna este material o exemplar fóssil de dinossauro mais antigo do período Cretáceo a ser identificado no Brasil.
A pesquisa foi liderada pela paleontóloga Aline Ghilardi, da Universidade Federal de Pernambuco. Ela e seus colegas tomaram conhecimento do fóssil na internet, ao ver uma foto  compartilhada pelo Sr. Luiz Carlos Gomes, morador de Sousa, o primeiro a identificar o fóssil ainda inserido na rocha.